# بيت القرماني (شبام كوكبان)

تعديل مصدري - تعديل

بيت القرماني هي إحدى قرى عزلة الأهجر بمديرية شبام كوكبان التابعة لمحافظة المحويت، بلغ تعداد سكانها 268 نسمة حسب تعداد اليمن لعام 2004.